# Cyphonotus testaceus
Cyphonotus testaceus är en skalbaggsart som beskrevs av Peter Simon Pallas 1781. Cyphonotus testaceus ingår i släktet Cyphonotus och familjen Melolonthidae. Inga underarter finns listade i Catalogue of Life.